# Pseudomaenas callistege
Pseudomaenas callistege là một loài bướm đêm trong họ Geometridae.